# Vol Aer Lingus 712
Le vol Aer Lingus 712 s'est écrasé entre Cork et Londres le 24 mars 1968, tuant les 61 passagers et membres d'équipage.
L'aéronef, un Vickers 803 Viscount nommé St. Phelim, s'est écrasé dans la mer au large de Tuskar Rock, dans le comté de Wexford. Bien que l'enquête sur l'accident ait duré deux ans, aucune cause n'a jamais été déterminée. Les causes proposées dans plusieurs rapports d'enquête comprennent des impacts possibles avec des oiseaux, un missile ou un drone cible, ou des défaillances mécaniques et structurelles,.
Contrairement à ce que dit la convention des compagnies aériennes, Aer Lingus utilise toujours ce numéro de vol de nos jours. Le vol actuel est opéré sur des appareils de type A320.

## Crash
Le vol 712 a quitté Cork à 10h32 pour se rendre à Londres. Tout se déroulant normalement jusqu'à ce que les contrôleurs aériens entendent un appel à la radio « 12 000 pieds descendons rapidement en vrille ». Il n'y a pas eu d'autres communications par la suite. Le contrôle aérien de Londres demande au vol 362 d'Aer Lingus réalisant un vol Dublin-Bristol, d'effectuer une observation à l'Ouest de Strumble, qui malgré les conditions ne donnera rien. L'alerte est déclaré à 11 h 25. À 12 h 36, une épave est signalée aux coordonnées51° 57′ N, 6° 10′ O. Les recherches n'aboutissent pas et le signalement est annulé. Les recherches aboutissent finalement le jour suivant au nord-est de Tuskar Rock. 13 corps sont retrouvés dans les jours qui suivent, puis d'autres plus tard.

### Avion
L'avion était un Vicker Viscount 803 immatriculé EI-AOM en service depuis 1957 pour un total de 18 806 heures de vol. L'année précédent le crash, un autre Viscount fut victime d'un crash lors d'un vol d'entrainement, tuant 3 membres d'équipage à la suite d'un décrochage.

### Équipage
L'équipage du vol 712 était composé du Capitaine Bernard O'Beirne, âgé de 35 ans, qui avait rejoint Aer Lingus après 3 ans dans l'Air Corps. Il comptabilisait 6683 heures de vol, dont 1679 sur Viscount. Son certificat médical datait de janvier 1968. Le copilote était Paul Heffernan, 22 ans, qui rejoint Aer Lingus en 1966 après une formation chez Airwork Services Training à Perth. Il comptait 1139 heures de vol dont 900 sur Viscount. Les deux hôtesses étaient Ann Kelly et Mary Coughlan,.

### Victimes
| Nationalité | Total |
| ----------- | ----- |
| Belgique    | 6     |
| Irlande     | 33    |
| Suisse      | 9     |
| Suède       | 2     |
| Royaume-Uni | 5     |
| États-Unis  | 2     |

Un total de 61 personnes dont 57 passagers ont péri dans ce crash.

## Enquête
Un rapport d'enquête fut édité en 1970. Il fut mis à jour entre 1998 et 2000.

## Cause
Les causes proposées dans plusieurs rapports d'enquête comprennent des impacts possibles avec des oiseaux, un missile ou un drone ciblé, ou des défaillances mécaniques et structurelles.